# Los Katíos National Park
Los Katíos National Park er en 720 km² stor nationalpark beliggende i det nordvestlige Colombia. Den er en del af Darién Gap, som deler Panama og Columbia. Den Panamerikanske motorvej vil, når den er færdig, krydse dele af parken. Los Katíos National Park har et ekstraordinært rigt dyreliv og har bl.a. mere 25% af de fuglearter som lever i Columbia. Parken kom i 1994 på UNESCOs Verdensarvsliste.
 Der er for få eller ingen kildehenvisninger i denne artikel, hvilket er et problem. Du kan hjælpe ved at angive troværdige kilder til de påstande, som fremføres i artiklen.

7°48′N 77°09′V / 7.8°N 77.15°V